# Spilosoma sulutescens
Spilosoma sulutescens là một loài bướm đêm thuộc phân họ Arctiinae, họ Erebidae.